# Pierre Lechantre
Pierre Lechantre (Lille, 2 de Abril de 1950) é um ex-futebolista profissional francês e atualmente treinador, principalmente de equipes africanas e do Oriente Médio,[carece de fontes?] tendo treinado Camarões durante a Copa das Confederações de 2001, além de Qatar, Malí e atualmente comandando o Congo.

## Títulos
Camarões
- Copa das Nações Africanas: 2000